# Jan Schindeler
Jan Carel Dirk Schindeler (Amsterdam, 18 december 1892 — 7 december 1963) was een Nederlands voormalig voetballer die als doelman speelde.

## Interlandcarrière

### Nederland
Op 19 april 1925 debuteerde Schindeler voor Nederland in een vriendschappelijke wedstrijd tegen Zwitserland (4-1 verlies).
| Interlands van Jan Schindeler | Interlands van Jan Schindeler | Interlands van Jan Schindeler | Interlands van Jan Schindeler | Interlands van Jan Schindeler | Interlands van Jan Schindeler |
| №                             | Datum                         | Wedstrijd                     | Uitslag                       | Soort Wedstrijd               | Doelpunten                    |
| Als speler bij Blauw-Wit      | Als speler bij Blauw-Wit      | Als speler bij Blauw-Wit      | Als speler bij Blauw-Wit      | Als speler bij Blauw-Wit      | Als speler bij Blauw-Wit      |
| ----------------------------- | ----------------------------- | ----------------------------- | ----------------------------- | ----------------------------- | ----------------------------- |
| 1.                            | 19-4-1925                     | Zwitserland - Nederland       | 4-1                           | Vriendschappelijk             | 0                             |